# Caledonia (hrabstwo Racine)
Caledonia – wieś w Stanach Zjednoczonych, w stanie Wisconsin, w hrabstwie Racine.